# Джанфранческо Алдобрандини
Джанфранческо Алдобрандини или Джовани Франческо Алдобрандини (на италиански: Gianfrancesco Aldobrandini, Giovanni Francesco Aldobrandini; * 11 март 1545, Флоренция; † 17 септември 1601, Вараждин, Хърватия) от флорентинското семействоАлдобрандини е италиански генерал и дипломат, княз на Мелдола и на Сарсина от 1597 г. до смъртта си. 
Роднина на папа Климент VIII, той ръководи три експедиции срещу османските турци с папската армия по време на Дългата война. Успява да се радва на известно влияние върху самия папа и върху кардиналския съветник Пиетро Алдобрандини.

## Произход
Той е син на Джорджо Алдобрандини (* 1508, † 1581) и Маргерита дел Корно. Чичо е на кардинал Чинцио Пасери Алдобрандини. Член е на кадетски клон на семейство Алдобрандини от Флоренция.

## Биография
През 1585 г. се жени за Олимпия Алдобрандини, от която има осем деца.
Когато чичото на съпругата му, кардинал Иполито Алдобрандини, е избран за папа с името Климент VIII на 30 януари 1592 г., Джанфраческо се премества с останалата част от семейството в Рим, където получава престижни позиции в папския двор. През март е назначен за губернатор на област Борго и кастелан на Кастел Сант'Анджело, като впоследствие е назначен за командир на папската гвардия, генерал на папската армия и накрая за губернатор на Анкона през март 1593 г. Поради това доверие Климент VIII му поверява деликатна дипломатическа мисия през ноември 1594 г. В очакване на възможни сблъсъци с турците в Близкия изток, папата разбира основната нужда да сключи мир с основните християнски монархии на Европа и поради тази причина той изпраща Джанфранческо да се опита да убеди испанското правителство да преразгледа позициите си относно Анри IV от Франция и неговите отношения с Папската държава. Мисията в Мадрид е само частично успешна, защото Филип II, макар да дава подкрепата си на папата и император Рудолф II за възможни действия срещу турците, остава потаен относно бъдещето на отношенията с Кралство Франция.
Джанфранческо се завръща в Рим на 16 май 1595 г. и Климент VIII му поверява командването на контингент от войски, които възнамерява да изпрати в Унгария, за да подкрепи присъстващата там императорска армия. На 4 юни в базиликата Санта Мария Маджоре в Рим самият Климент VIII предава щафетата на командващия армията на Джанфранческо с тържествена церемония и след месец той пристига в Хайнбург на Дунав, точно под стените на Виена. Оттук, през август, войските се преместват в Естергом – град, победоносно обсаден от имперските войски, който пада на 2 септември. Като командир Алдобрандини след това участва в превземането на Естергом, но не успява да продължи кампанията по-нататък поради сериозни разногласия между папските и императорските сили, както и епидемия, която удря войските през септември – факти, които карат Климент VIII да изтегли своя експедиционен корпус.
През февруари 1597 г. папата отново изпраща Джанфранческо на дипломатическа мисия, този път във Виена при император Рудолф II, в очакване на нова военна кампания в Унгария срещу турците. През юли той заминава за Овгр заедно с ерцхерцог Максимилиан. Планът за действие на Джанфранческо изисква незабавно превземане на Буда, което, изненадано, нанася значително деморализиращо поражение на врага, но съюзническите военни командири (които в крайна сметка надделяват) вместо това предлагат атакуване и завладяване на градовете Папа и Дьор. Първата обсада продължава няколко дни, докато обсадата на Дьор продължи два месеца, докато не е вдигната от ерцхерцог Максимилиан. Папските войски, въпреки че се отличават и в двете битки, отново изглеждат унищожени от епидемията и поради тази причина Джанфранческо решава да разпусне армията и да се върне в Рим с 2000-те мъже, които му са останали. За да го възнагради за тежката служба, извършена в полза на църквата, Климент VIII му дава титлата на принц, поддържан от феодалните владения на Мелдола и Сарсина, гарантирайки му доход от 60 000 скуди годишно, с които той закупува нови земи в Емилия и се оттегля там.
Когато през 1601 г. Климент VIII отново предлага създаването на папска експедиционна сила, която да бъде изпратена в Унгария срещу турците, Джанфранческо отново е избран за командир и напуска Рим на 1 юни с 9 хил. души. Два месеца по-късно той пристига с хората си във Вараджин, където отново се озова с имперските съюзници, но отново възникват разногласия относно военната стратегия, която трябва да бъде възприета: противно на това, което е предложил няколко години по-рано, Джанфранческо предлага да се атакува и превземете крепостта Каниша, за да се отслаби врага, вместо да се атакува директно Буда, както предлагат имперските генерали. Във всеки случай той няма възможност да участва в каквато и да е операция, тъй като, разболявайки се от треска, умира внезапно на 18 септември на 56 г. Тялото му, транспортирано до Рим, е погребано тържествено в църквата „Санта Мария сопра Минерва“. През 1602 г. Климент VIII издига статуя в негова чест в Залата на консерваторите на Капитолийския хълм.

## Брак и потомство
∞ 1585 за Олимпия Алдобрандини (* 1567; † 28 април 1637 в Рим), принцеса Кампинели, дъщеря на Пиетро Алдобрандини и Фламиния Ферачи, както и роднина на папа Климент VIII, от която има четири сина и четири дъщери:
- Силвестро Алдобрандини (* 1587,Рим; † 1612, пак там), кардинал (1603 – 1612);
- Маргерита Алдобрандини (* 1585; † 1646), ∞ 7 май 1600 в Рим за Ранучо I Фарнезе (* 1569, † 1622), херцог на Парма и Пиаченца, от когото има 5 сина и 4 дъщери;
- Елена Алдобрандини (* 1590, † 1663), ∞ 1602 за Антонио Карафа дела Страдера (* 1570, † 1660), херцог на Мондрагоне, от когото има 3 сина и 1 дъщеря;
- Джорджо Алдобрандини (* 1591, † 1637), 2-ри княз на Мелдола и Сарсина, ∞ за Иполита Лодовизи (* ок. 1600, † 1674), от която има 1 дъщеря;
- Катерина Леза Алдобрандини (* 1594, † 1620), ∞ 1612 за Марино II Карачоло, 3-ти княз на Авелино (* 1587, † 1630), от когото няма деца;
- Иполито Алдобрандини (* 1594, † 1638), кардинал (1623 – 1638);
- Пиеро Алдобрандини (* 1600, † 1630), херцог на Карпинето, ∞ за Карлота Савели, от която има 3 дъщери;
- Мария Алдобрандини (* 1601, † 1657), ∞ за Джовани Паоло II Сфорца, маркиз на Караваджо, от когото има 2 сина и 2 дъщери